# François Pinault
François Pinault (Les Champs-Géraux, 21 de agosto de 1936) é um empreendedor bilionário francês, fundador do grupo de luxo Kering e da empresa de investimentos Artémis. De acordo com a Forbes, Pinault tem uma fortuna de 50,1 bilhões de dólares.